# Bibliothek der Litauischen Sportuniversität
Bibliothek der Litauischen Sportuniversität (lit. Lietuvos sporto universiteto biblioteka) ist eine Universitätsbibliothek in der zweitgrößten litauischen Stadt Kaunas. Sie gehört der Litauischen Sportuniversität (LSU). Es gibt zwei Lesesäle. Der Fonds besteht aus 160.070 Exemplaren, insgesamt 39.220 Titeln, darunter 155.250 Büchern und Serien, 4715 Manuskripten, 60 Audio- und Video-, 15 elektronischen und anderen Dokumenten (Stand 2007).

## Geschichte
1945 wurde Lietuvos kūno kultūros instituto biblioteka (LKKI-Bibliothek) in Kaunas errichtet. 1947 wurde der erste Studenten-Lesesaal errichtet. 1999 wurde sie Lietuvos kūno kultūros akademijos biblioteka und dann LSU-Bibliothek. Am Anfang gab es insgesamt 1.250 Druckereierzeugnisse. 2002 wurde sie Mitglied des Litauischen Verbands der wissenschaftlichen Bibliotheken.

## Leitung
Die Bibliothek wurde von folgenden Direktoren geleitet:
- H. Misevičius: 1945–1948
- V. Steponaitis: 1949–1959
- Birutė Federavičienė: 1960–1970
- Adelija Baltrūnienė: 1971–1994
- Asta Charževskienė: 1994–2015
- Asta Zarauskienė, seit 2015